# MECAR SMK-RFL-40BT 5.56 mm
SMK-RFL-40BT 5.56 mm – belgijski nasadkowy granat dymny produkowany przez firmę MECAR SA.
Granat SMK-RFL-40BT 5.56 mm może być miotany przy pomocy dowolnego karabinu kalibru 5,56 mm z urządzeniem wylotowym o średnicy 22 mm, przy pomocy naboju ostrego. Zasięg maksymalny wynosi 150 m. Granat produkowany jest w dwóch wersjach różniących się zastosowanym środkiem dymotwórczym. Wersja emitująca przez ok. 120 s dym pomarańczowy służy do wskazywania celów lotnictwu, wersja emitująca przez 150 s dym biały służy do stawiania zasłon dymnych.